# Фаллон, Шон
Шо́н Фаллон (англ. Sean Fallon; 31 июля 1922, Слайго, Коннахт — 18 января 2013, Слайго, Коннахт) — ирландский футболист и футбольный тренер, известен по выступлениям за «Селтик», в котором затем работал ассистентом главного тренера.

## Биография

### Клубная карьера
Фаллон начинал игровую карьеру в «Лонгфорд Таун», в котором играл в 1946 году. После одного сезона за любительский клуб «Слайго Дистиллери», в 1948 году Фаллон перешёл в «Слайго Роверс», в котором играл в течение одного сезона. В 1949 году Фаллон перешёл в североирландский «Гленавон», в котором отыграл следующий сезон.
В 1950 году Фаллон перешёл в «Селтик», с которым связаны главные успехи в его карьере. За восемь сезонов в составе «кельтов» Фаллон выиграл чемпионат Шотландии в 1954 году, два Кубка Шотландии и два Кубка шотландской лиги. Завершил карьеру в 1958 году в «Селтике» в возрасте 36 лет из-за проблем с коленом.

### Карьера в сборной
В составе сборной Ирландии по футболу сыграл 8 матчей, в которых забил 2 мяча.

### Тренерская карьера
После завершения карьеры игрока Фаллон работал в тренерском штабе «Селтика» и в тот период «Селтик» завоевал девять чемпионских титулов, семь Кубков Шотландии и шесть Кубков шотландской лиги, а также Кубок европейских чемпионов сезона 1966/1967, когда в финале был обыгран миланский «Интернационале».
В 1975 году Фаллон был временным тренером «Селтика», заменяя Джока Стейна, который получил травмы в ДТП. В 1978 году Фаллон покинул «Селтик» и перешёл в «Дамбартон», где работал главным тренером с 1980 по 1981 год.
Фаллон работал спортивным директором клуба «Дамбартон», а затем перешёл в «Клайд», где также работал на этой должности.

### Смерть
Скончался 18 января 2013 года в возрасте 90 лет.

## Достижения
«Селтик»
- Чемпион Шотландии (1) : 1953/54
- Обладатель Кубка Шотландии (2) : 1950/51, 1953/54
- Обладатель Кубка шотландской лиги (2) : 1956/57, 1957/58